# سفارة بلجيكا في الولايات المتحدة
سفارة بلجيكا في الولايات المتحدة هي أرفع تمثيل دبلوماسي لدولة بلجيكا لدى الولايات المتحدة. تقع السفارة في واشنطن العاصمة وهي تهدف لتعزيز المصالح البلجيكية في الولايات المتحدة.

## وصلات خارجية
- قائمة سفارات بلجيكا
- قائمة السفارات في الولايات المتحدة